# Euthalia monina
Euthalia monina is een vlinder uit de onderfamilie Limenitidinae van de familie Nymphalidae. De wetenschappelijke naam van de soort is, als Papilio monina, voor het eerst geldig gepubliceerd in 1787 door Johann Christian Fabricius.

## Ondersoorten
- Euthalia monina monina
- Euthalia monina cordata Weymer, 1887
- Euthalia monina discipilota (Moore, 1878)
- Euthalia monina erana De Nicéville, 1893
- Euthalia monina grahami Riley & Godfrey, 1921
- Euthalia monina ilka Fruhstorfer, 1899
- Euthalia monina indras (Vollenhoven, 1862)
- Euthalia monina insularis Eliot, 1978
- Euthalia monina jiwbaruana Eliot, 1980
- Euthalia monina natuna Fruhstorfer, 1906
- Euthalia monina obsoleta Fruhstorfer, 1896
- Euthalia monina remias Corbet, 1945
- Euthalia monina salia (Moore, 1857)
- Euthalia monina sastra Fruhstorfer, 1906
- Euthalia monina sramana Fruhstorfer, 1913
- Euthalia monina suluana (Fruhstorfer, 1902)
- Euthalia monina tanagra Staudinger, 1889
- Euthalia monina tudela Fruhstorfer, 1913